# 미국 대통령 토론

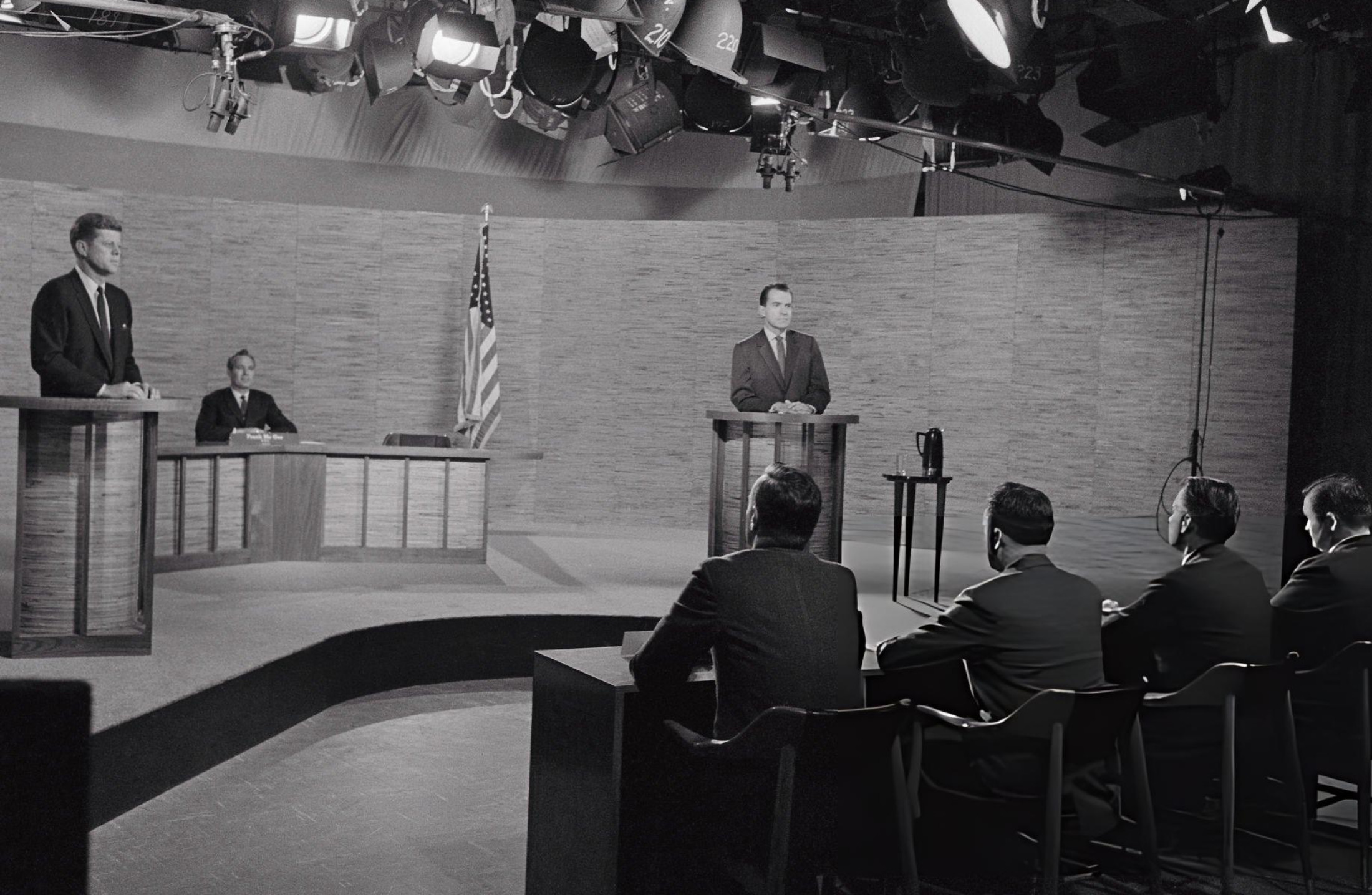
미국 상원 존 F. 케네디(왼쪽)와 미국의 부통령 리처드 닉슨(오른쪽)

미국 대통령 토론(United States presidential debates)에 대한 내용이다.
미국에서는 대통령 선거 운동 기간 동안 후보자들이 하나 이상의 토론에 참여하는 것이 관례가 되었다. 토론에서 논의되는 주제는 당대 가장 논란이 많은 문제인 경우가 많으며, 이러한 토론을 통해 선거가 거의 결정되었다고 할 수 있다. 후보자 토론은 헌법상 의무사항은 아니지만 이제는 선거 과정의 본질적인 부분으로 간주된다. 토론은 주로 결정을 내리지 못한 유권자(정치적 이념이나 정당에 편파적이지 않은 경향이 있는 사람들)를 대상으로 한다.
2024년 6월 27일에 열린 제45대 도널드 J. 트럼프 대통령과 제46대 조셉 R. 바이든 2세 대통령 사이의 토론을 제외하고, 대통령 토론은 일반적으로 정당이 후보를 지명한 후 선거 주기 후반에 열린다. 후보자들은 일반적으로 큰 홀에서, 종종 대학에서, 일반적으로 시민 청중 앞에서 만난다. 그러나 2024년 6월 27일 트럼프와 바이든 간의 토론을 위해 바이든 2024 캠페인에서 요청한 토론 규칙 및 지침을 수용하기 위해 시민 청중은 참석하지 않았다. 토론의 형식은 다양하며 때로는 한 명 이상의 저널리스트 진행자가 질문을 제기하기도 하고 다른 경우에는 청중이 질문하기도 한다. 1988년부터 2000년까지 캠페인 기간 동안 확립된 토론 형식은 두 주요 후보 간의 비밀 양해각서(MOU)에 의해 세부적으로 관리되었다. 2004년 토론을 위한 MOU는 이전 합의와 달리 참가자들이 공동으로 대중에게 공개했다.
토론은 텔레비전, 라디오, 그리고 최근에는 웹을 통해 생중계되었다. 1960년 선거를 위한 첫 번째 토론은 1억 7,900만 인구 중 6,600만 명 이상의 시청자를 끌어모았으며, 이는 미국 TV 역사상 가장 많이 본 방송 중 하나가 되었다. 1980년 토론은 2억 2,600만 인구 중 8,000만 명의 시청자를 끌어 모았다. 최근 토론의 청중 수는 2000년 첫 번째 토론의 경우 4,600만 명에서 2012년 첫 번째 토론의 경우 6,700만 명을 넘었다. 8,400만 명 이상의 기록적인 청중이 (라인 스트리밍을 반영하지 않은 수치인) 도널드 트럼프와 힐러리 클린턴 사이의 첫 번째 2016년 대선 토론을 시청했다.